# نيويورك ناشيونالز
نادي  (بالإنجليزية: New York Nationals)‏ نادي كرة قدم أمريكي . تم تأسيس النادي في سنة 1927 ثم تم حل النادي في سنة 1984 .